# Deep Forest (album)
Albums de Deep Forest
World Mix
(1993)
Deep Forest est le premier album du groupe de musique électronique français Deep Forest, sorti en 1992.
La musique de Sweet Lullaby sera utilisée pour la publicité des gels douche Ushuaïa.

## Titres
Toutes les chansons sont écrites et composées par Éric Mouquet et Michel Sanchez, sauf mention du contraire.
| No  | Titre                       | Auteur                                  | Durée |
| --- | --------------------------- | --------------------------------------- | ----- |
| 1.  | Deep Forest                 | Eric Mouquet, Michel Sanchez            | 5:34  |
| 2.  | Sweet Lullaby               | Eric Mouquet, Michel Sanchez            | 3:53  |
| 3.  | Hunting                     | Eric Mouquet, Michel Sanchez            | 3:27  |
| 4.  | Night Bird                  | Eric Mouquet, Michel Sanchez            | 4:18  |
| 5.  | The First Twilight          | Cooky Cue, Eric Mouquet, Michel Sanchez | 3:18  |
| 6.  | Savana Dance                | Eric Mouquet, Michel Sanchez            | 4:25  |
| 7.  | Desert Walk                 | Eric Mouquet, Michel Sanchez            | 5:14  |
| 8.  | White Whisper               | Eric Mouquet, Michel Sanchez            | 5:45  |
| 9.  | The Second Twilight         | Cooky Cue, Eric Mouquet, Michel Sanchez | 1:24  |
| 10. | Sweet Lullaby (Ambient Mix) | Eric Mouquet, Michel Sanchez            | 3:41  |
| 11. | Forest Hymn                 | Eric Mouquet, Michel Sanchez            | 5:50  |